# Wijnroeier

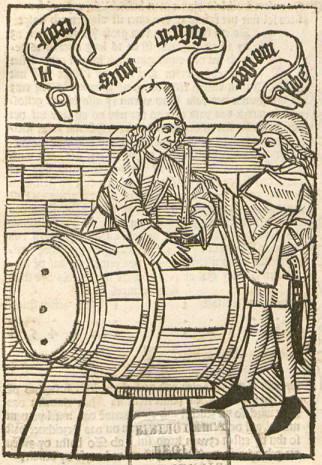
"Liber maister fisirit mirs recht", een wijnroeier aan het werk, Visierbüchlein (Bamberg), 1485

Een wijnroeier is iemand die met een speciale peilstok met schaalverdeling (de wijnroede of vergierroede) de hoeveelheid wijn of andere vloeibare en droge waar in een vat kon meten. Dit was van belang om de waarde van het vat en de belasting vast te stellen. Het beroep van wijnroeier kwam in Europa voor tot in de negentiende eeuw. Het bijbehorende werkwoord is wijnroeien of pegelen (peilen, in het buitenland wine gauging (Engels), jaugeage en verger (Frans) en visieren (Duits)).

## Taak
De wijnroeiers hadden als taak om bij slijters of kopers vast te stellen hoeveel wijn er in hun vaten zat. Op basis daarvan kon de verschuldigde accijns worden berekend. Daarnaast werden de wijnroeiers ook bij slijters of particulieren ingeschakeld om de precieze hoeveelheden vast te stellen bij geschillen of in geval van twijfel. Behalve van wijnvaten peilden de wijnroeiers ook de inhoud van vaten olie, levertraan en andere vloeibare en droge handelswaren die in vaten werden bewaard.
De functie van wijnroeier was een openbaar ambt. Wijnroeiers waren dan ook in dienst van een stad of van het rijk. Voor toelating (admissie) als wijnroeier moest een examen worden afgelegd. Rond 1650 waren er in Amsterdam bijvoorbeeld zes wijnroeiers. Vaak waren wijnroeiers ook landmeters en omgekeerd. Er is een verordening voor de wijnroeiers van Parijs uit de dertiende eeuw bekend.

## Wiskundige achtergrond
Vele kasboeken uit de late middeleeuwen, de Renaissance en later beschrijven onder meer de methodes en rekenregels van de wijnroeiers. In Nederland bijvoorbeeld de boeken van Thomas van der Noot (1513), Adriaan Metius (1634), R. de la Rose (1639), C.F. Eversdijck (1655) tot aan die van Rehuel Lobatto (1839) en H. van Blanken (1857). Zij onderscheiden verschillende vormen vaten en geven algoritmes voor de inhoudsbepaling van volle en deels lege vaten.
Toen Johannes Kepler in 1613 hertrouwde en als goede echtgenoot een vat wijn insloeg, was een bezoek van een wijnroeier voor de afrekening de aanleiding voor zijn Nova stereometria doliorum (1615) en Messekunst Archimedis (1616). In de Doliometria leidde hij de inhoud van allerlei omwentelingslichamen op meetkundige wijze af, waarmee hij vooruitliep op de integraalrekening. In de Duitstalige Messekunst populariseerde hij zijn bevindingen voor praktisch gebruik door wijnroeiers.

## Bekende wijnroeiers
Bekende personen die de functie van wijnroeier hebben vervuld, zijn Meindert Hobbema en Arnoldus Strabbe (beiden in Amsterdam), Ezechiel de Decker (in Den Haag), Antoni van Leeuwenhoek (in Delft) en Michiel Coignet (in Antwerpen).

## Wijnroedes
Vele historische musea hebben wijnroedes (de peilstokken van de wijnroeier) in hun verzameling. De schaalverdelingen kunnen lineair, kwadratisch of kubisch zijn of geschikt voor wanmeting, de inhoudsbepaling van deels lege vaten. Bijvoorbeeld het Universiteitsmuseum Utrecht bezit een aantal wijnroedes.

## Historische literatuur chronologisch, onvolledig
- Tractaetken vander Vergierroede, begin 16e eeuw, Brugge[2]
- Vanden Hoecke, Gielis, Een sonderlinghe boeck in dye edel conste Aritmetica.., Antwerpen 1537
- Vanden Hoecke, Gielis,  In Aritmetica een sonderlinge excellent boeck.., Antwerpen 1545
- Anonymus, Die waerachtige const der Geometrien...Hoemen maken sal die wijnroede, om daer mede te roeden alderhande tonnen vaten cuypen backen ende dier ghelijcke, Brussel 1513 en Antwerpen 1547
- Raedts, Willem, Pracktijcke om lichtelijc te leeren visieren alle Vaten metter Wisselroede, Antwerpen, 1566, herzien door Michiel Coignet, Antwerpen 1580
- Kepler, J. Nova stereometria doliorum, 1615
- Kepler, J., Messekunst Archimedis, 1616
- Cardinael, S.H., Over het wijnroeien, z.j.
- Metius, A., Manuale Arithmeticae et Geometricae Practicae, 1634[3]
- de la Rose, R., Meet- en Pegel-Const, 1639
- Eversdijck, C. F., Tafelen van de Wanne-mate, 1655
- Anhaltin, C. M. Oprecht, grondich en rechtsinnigh Schoolboeck van de Wijn-Royerijen, 1663, volledige tekst[4]
- de Graad, K. P., De nieuwe vermeerder Roykunst, 1679
- de Graaf, Abraham, De Geheel Mathesis of Wiskonst, herstelt in zijn natuurlijke gedaante, 1694
- Anemaet, D. B., Om de wortel te trecken..., rond 1690
- Lulofs, J. Grondbeginselen der wijnroei- en peilkunde, ten dienste der Landgenoten, 1764
- Muller, M. Proeve van Wijnroeykunde, 1780
- De Hartog, H., Nieuwe Theorie der Wijnroei- en Peilkunde, Amsterdam, P.E. Briet, 1815
- Lobatto, R., Proeve eener nieuwe handelwijze ter bepaling van den inhoud der vaten, 1839
- Van Blanken, H., Beginselen van Roei- en Peilkunde, Deventer, A. Tjaden, 1857

## Galerij

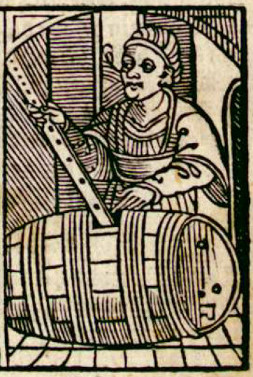
Wijnroeien met een wijnroede waarop een kubische schaalverdeling staat: de punten staan dichter bij elkaar linksboven, 1523
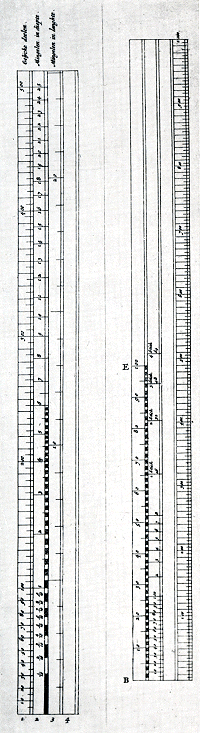
Schaalverdeling op wijnroeistokken, links: quadraatroede voor oppervlaktemeting; rechts: cubiqwortelroede voor inhoudsmeting. Uit C. van Leeuwen, Schoolboek der wijnroeyeryen, 1663
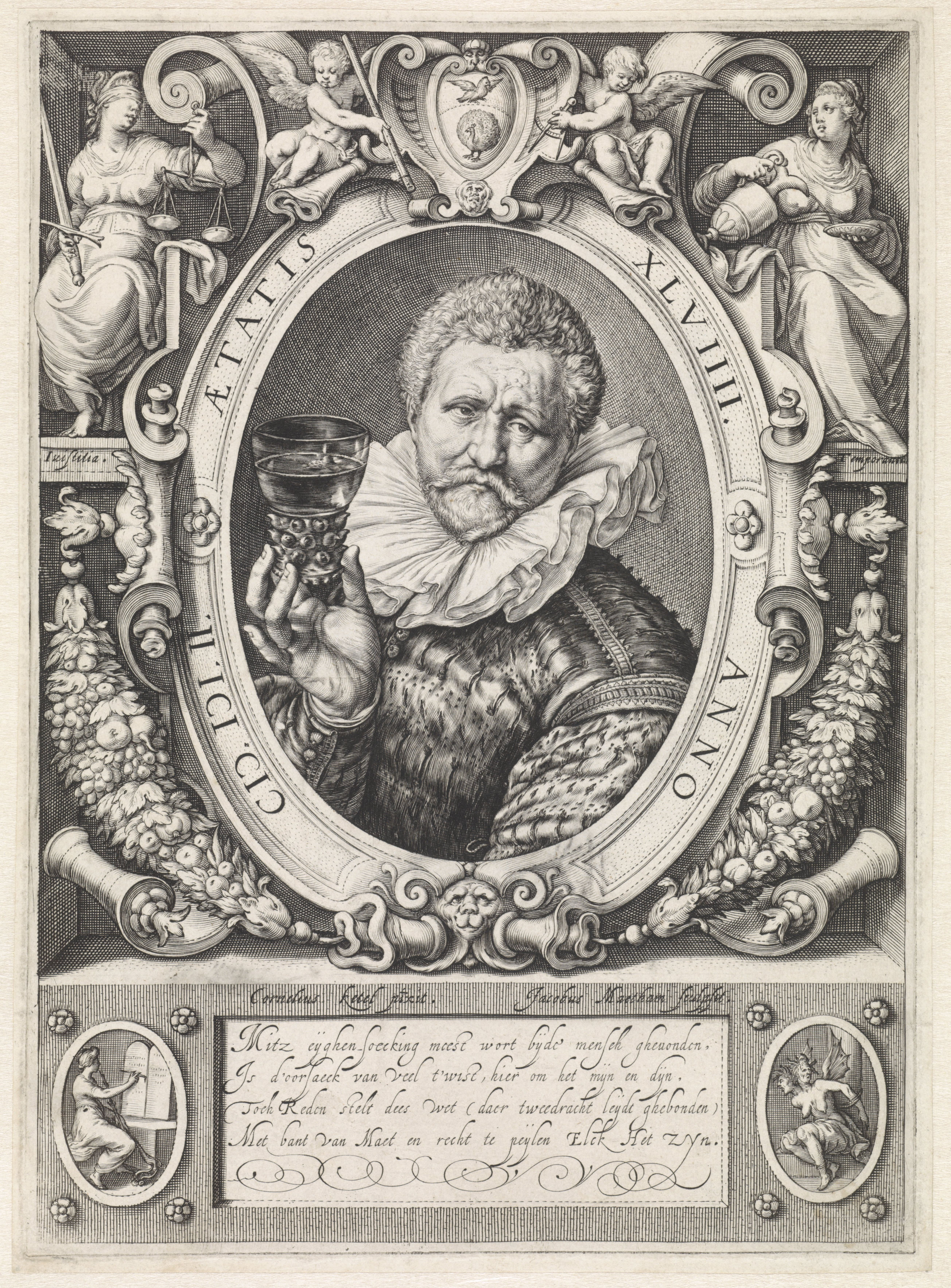
Jacob Matham naar Cornelis Ketel: Portret van de wijnroeier Vincent Jacobsz. Coster met de personificaties van de rechtvaardigheid en matiging, 1602
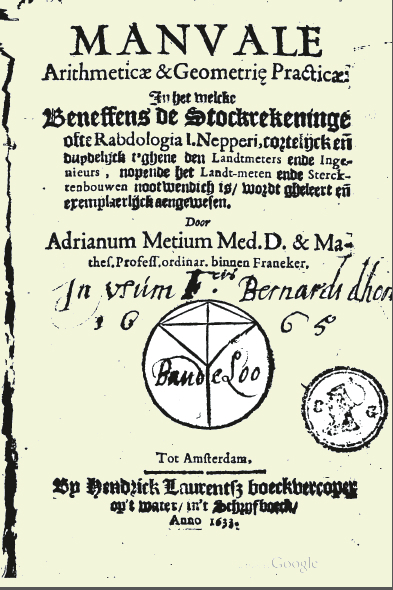
Adriaan Metius, Manuale Arithmeticae et Geometricae Practicae, 1633, titelpagina
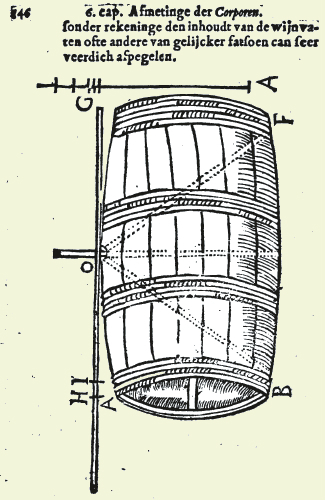
Adriaan Metius, Manuale Arithmeticae et Geometricae Practicae, wijnvat, p. 146
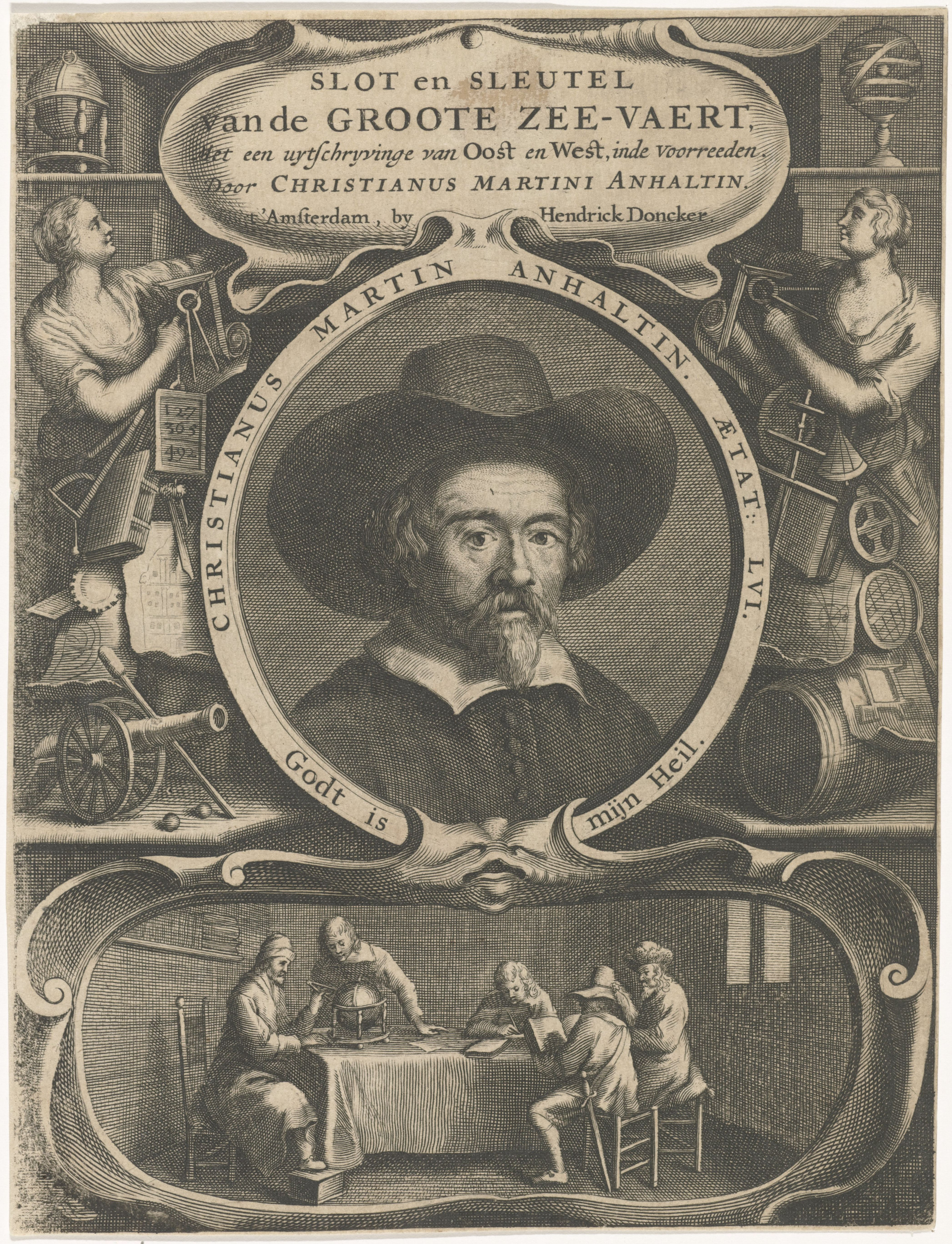
Reinier van Persijn: Portret van Christian Martin Anhaltin, 1659
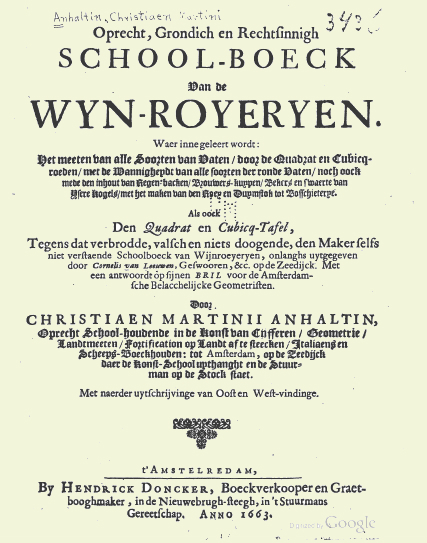
Anhaltin, Oprecht, grondich en rechtsinnigh Schoolboeck van de Wijn-Royerijen, 1663, titelpagina
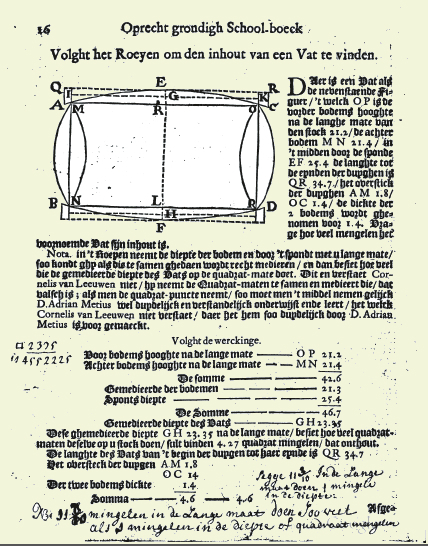
Anhaltin, Oprecht, grondich en rechtsinnigh Schoolboeck van de Wijn-Royerijen, 1663. Wijnvat met inhoudsberekening, p 16
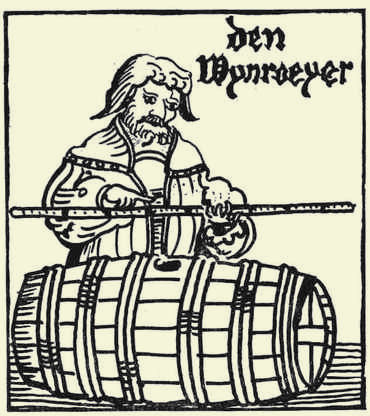
Den wynroeyer, 17e eeuw